# Dendrobium pahangense
Dendrobium pahangense är en orkidéart som beskrevs av Cedric Errol Carr. Dendrobium pahangense ingår i släktet Dendrobium, och familjen orkidéer. Inga underarter finns listade i Catalogue of Life.